# Bryan Wollaert
Bryan Wollaert (26 juni 1978) is een Belgische dammer.

## Levensloop
Wollaert leerde dammen op zijn veertiende. Hij werd in 2017 voor de eerste maal kampioen van België. 
Na het Belgisch Kampioenschap 2010 werd hij voor enkele jaren geschorst omdat hij na een verloren partij zijn hotelkamer in Oteppe had verbouwd. Sindsdien wordt hij de enige damclub hooligan genoemd, naar het gelijknamige lied van De Heideroosjes.

## Erelijst
- Kampioen van België 2017
- Kampioen van België Blitz 1998, 2007 en 2016